# 萨佩
萨佩是巴西帕拉伊巴州的一个市镇。总面积316.33平方公里，总人口46363人，人口密度146.6人/平方公里。